# NEVER POP ENOUGH e.p.
『NEVER POP ENOUGH e.p.』（ネバー・ポップ・イナフ・イーピー）は、日本のロックバンド、BEAT CRUSADERSのシングルである。

## 概要
インディーズ1stシングル。
1997年にBEAT CRUSADERSを結成。ライブ活動やメンバーチェンジ、自主制作デモテープを販売した後、本作でインディーズデビューを果たした。
カップリング曲は全てアルバム未収録でシングルが廃盤になった後はしばらく聴けない状態となっていたが、2003年発売された『BEST CRUSADERS』で初収録となった。
メジャー・デビュー後の2008年6月4日に発売された、アルバム『Popdod』完全生産限定アニバーサリーパッケージに本作と「FIRESTARTER」「CAPA-CITY」が復刻版でセットされた。

## 収録曲
1. E.C.D.T. (1:45)
（作詞・作曲:Toru Hidaka）
1stアルバム｢HOWLING SYMPHONY OF...｣収録。メジャーデビュー後にリメイクされた（シングル『TONIGHT,TONIGHT,TONIGHT』初回盤に収録）。このシングルの全ての曲はベストクルセイダースに収録されている。
PVが制作された。
2. ATTENTION PLEASE (1:48)
（作詞・作曲:Toru Hidaka）
インディーズデビュー前から存在する曲。
3. PONDEROSA (2:03) 
（作詞・作曲:Toru Hidaka）
シングル唯一のアコースティック曲。後に2ndアルバム『ALL YOU CAN EAT』に「PONDEROSA (AT THE SPEED OF SOUND)」というバージョンが収録された。それと区別するためにベストアルバム「BEST CRUSADERS」にはタイトルに (acoustic) と表記している。ベストアルバムに収録されたのはこちらの音源である。